# 刘鸣 (1957年)
刘鸣（1957年—），男，四川苍溪人，中国认知心理学家，曾任华南师范大学校长，现任珠海科技学院校长。

## 生平
1982年毕业于成都体育学院基础理论部，后留校任教。后来取得华南师范大学心理学硕士、博士学位, 1991年毕业后留校任教。历任华师大心理系系主任、人事处处长。2001年2月任华南师范大学副校长。2004年1月兼任华师大国际文化学院院长。2008年7月升任校长。2017年9月卸任校长职位。2021年9月任珠海科技学院校长。